# Araeognatha virgata
Araeognatha virgata är en fjärilsart som beskrevs av Swinhoe 1889. Araeognatha virgata ingår i släktet Araeognatha och familjen nattflyn. Inga underarter finns listade i Catalogue of Life.